# 민박
민박(民泊)은 숙박업의 일종으로, 농어촌 지역과 준농어촌 지역의 주민이 거주하고 있는 단독 주택을 이용해서 농어촌 소득을 늘릴 목적으로 숙박·취사시설 등을 제공하는 사업이다.
여기서 농어촌이란 읍, 면에 해당되는 지역이나, 그 외 농어업과 관련된 지역으로써 농어업 인구 및 생활여건 등을 고려하여 농림축산식품부 장관이 해양수산부 장관과 협의하여 고시하는 지역을 말한다.